# 白鹤梁
29°42′54″N 107°23′15″E / 29.71500°N 107.38750°E
白鹤梁是重庆市涪陵区城北长江中的一道天然石梁。在丰水期被水淹没，在枯水期露出水面。唐朝人在石梁上雕刻石鱼，后人在石梁上题刻文字，内容多涉及当年的石鱼出水高度。至20世纪末，白鹤梁上留有170多则古今题刻文字，计约12000字，可推算出长江涪陵段72个历史年份的枯水位数据，如同一座跨越千年的水文测量站。三峡大坝建立后，水位升高，白鹤梁永远没入水中。通过建设水下工程，白鹤梁被整体保存在灌注清水的保护壳内，可供游人在水下廊道中观赏，由此成为世界上第一座无需潜水即可在原址参观文物的水下博物馆。

## 石鱼题刻

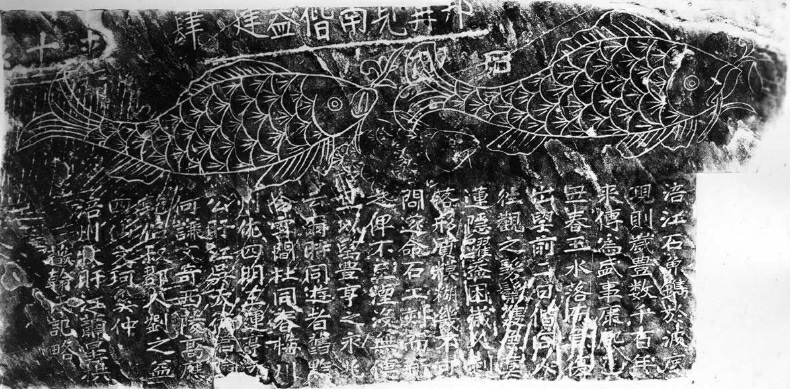
白鹤梁石鱼拓片。模糊的唐刻石鱼一尾，位于两尾萧刻石鱼之间

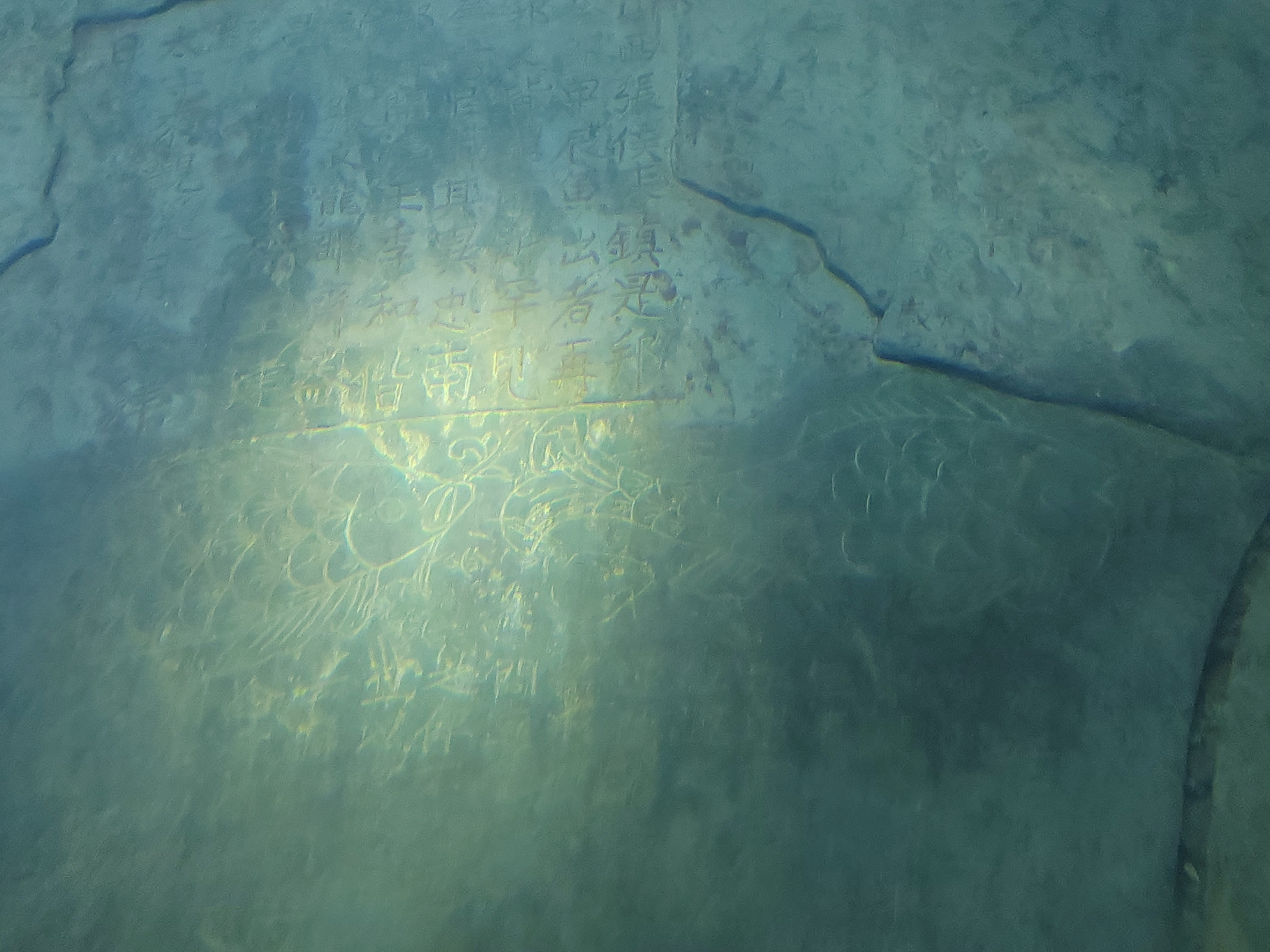
白鹤梁石鱼

今重庆市涪陵区城北的长江中有一道水中天然石梁，位于乌江口上游约1公里处，与河道大致平行，靠近南岸。因江水冲刷，形成西、中、东三段。一年中多数时候隐没在水下，只在冬春枯水期才部分露出水面。清朝以来，石梁被称为“白鹤梁”，传说北魏时道士尔朱通微曾在此乘鹤登仙。
白鹤梁的文字和图像题刻，集中在长约220公尺、最为宽阔平整的中段上。题刻中最早的一幅图像为两尾石鱼，现仅存一尾；最早的一则文字为唐广德二年（764年），记录当年枯水期水位在石鱼之下四尺，但此文现已磨灭不存。如今尚存的文字题刻，最早的刻于北宋开宝四年（971年），最晚的刻于1963年，共约175则，计约12000字，两宋时期占一半以上。图像方面，现存石鱼14组18尾，白鹤雕刻1幅，其他内容2幅。
题刻的文字内容，多围绕唐刻石鱼展开，如记录石鱼出水的现象，及其超出水面的具体高度。自唐朝起，就有“江水退，石鱼见，即年丰稔”的说法。清朝时，唐刻石鱼已模糊不清。康熙二十四年（1685年），涪州知州萧星珙命人在唐鱼上方重刻双鱼。唐刻石鱼和萧刻石鱼也是白鹤梁题刻的分布中心，越靠近这两组石鱼，题刻就越为密集。

## 考证研究
虽然在涪州当地，每年冬春坐船登上石梁游览是一项重要的民俗，但在全国范围内，因观看和摹拓不便，白鹤梁直到清末才引起金石学家的注意。光绪二年（1876年）正月，金石学家缪荃孙受川东兵备道姚覲元之托，率几位打碑人从重庆前往涪州，拓印白鹤梁文字。缪氏随后乘船东下，拓片由打碑人交付姚氏。次年六月，姚氏赴成都时，将拓片及自己考订的五条文字，交与同乡錢保塘，嘱其考证。錢氏当年完成初稿，后于光绪二十一年（1895年）刊行《涪州石鱼题名记》，为第一部考证白鹤梁文字的专书。
1962年，重庆市博物馆龚廷万、胡人朝赴涪陵考察白鹤梁石刻文字，意外注意到石鱼文字的水文价值，成为长江上游水文考古的开端。1974年，龚廷万执笔的长江上游宜渝段历史枯水调查在《文物》期刊上发表，根据题刻中与石鱼高度有关的文字，推算出从唐广德二年（764年）以来的72个历史年份的枯水水位高程，作为长江上游的历史水文数据。同年，向大众介绍涪陵石鱼题刻的文章在《光明日报》刊发，白鹤梁由此闻名。

## 原址保护

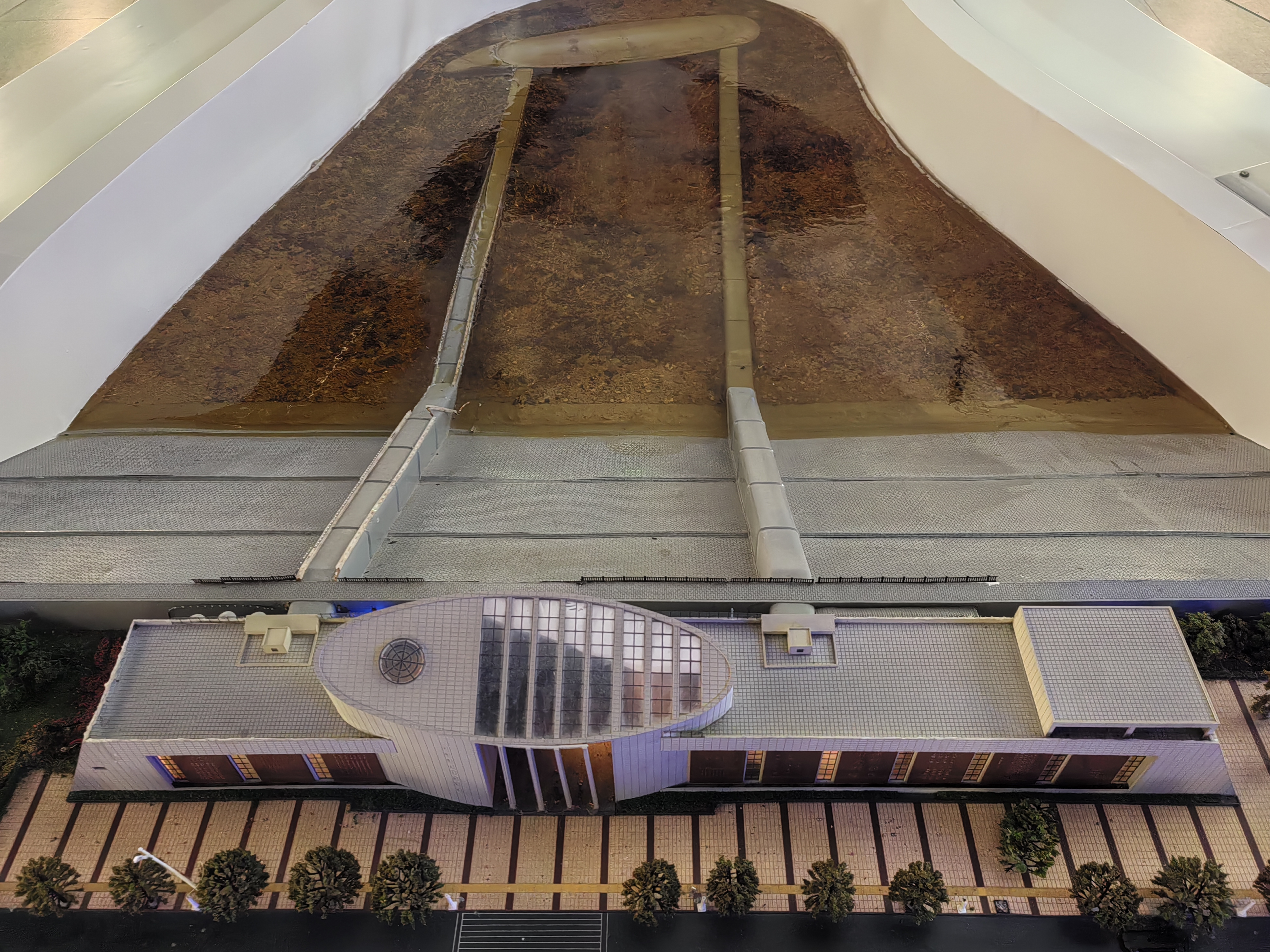
白鹤梁水下博物馆模型，包括地面陈列馆、两条交通廊道、一条参观廊道

长江三峡水利工程建成后蓄水后，长江涪陵段水位升高，白鹤梁将永远没入水下，枯水期也无法露出水面，且会受到泥沙淤积、河床主槽摆动与位移的影响。为保护与展示白鹤梁题刻，专家先后提出多种方案。第一个原址保护方案称为“水晶宫”，即在水下建造保护体，将白鹤梁与长江隔绝，游人可进入保护体内参观，但因保护体需要承受40公尺水头的巨大压力，工程技术风险大、造价昂贵，未能通过论证。该方案的被否定，似乎意味着白鹤梁的原址保护无法实现，只能采取就地保存、异地展陈的路径。但2001年，中国工程院院士葛修润又提出“无压容器”方案：在白鹤梁上建造壳体容器，内部灌注过滤后的长江清水，使得保护体内壁与外壁的水压基本相同；保护体内另修建一条承压的参观廊道，以便游人观赏水中石刻。
2003年，白鹤梁题刻原址水下保护工程正式开工。2009年，白鹤梁水下博物馆开馆，次年正式对外开放。游人可先参观岸上的地面陈列馆，然后乘坐91公尺的电动扶梯进入水下参观廊道，透过23个圆形玻璃窗观赏石刻。这是全球范围内第一座无需潜水即可在原址参观文物的水下博物馆。大部分题刻都实现了原址保护和展示，另有少部分题刻在水下封护，未对外展示。
白鹤梁题刻于1980年列入第一批四川省文物保护单位，1988年列入第三批全国重点文物保护单位，2000年列入重庆直辖市设立后第一批重庆市文物保护单位。2008年，列入世界遗产预备名单。2021年以来，中国和埃及着手推动长江和尼罗河的两大水文遗产——白鹤梁题刻与罗达岛尼罗尺——联合申请世界遗产。2023年，白鹤梁题刻中的北宋元符三年黄庭坚题刻、北宋开宝四年谢昌瑜等状申题刻、北宋元丰九年吴缜题刻、北宋熙宁元年徐庄等题刻、元代蒙文题刻、清康熙二十四年萧星拱重镌双鱼题刻、清光绪七年孙海题刻共7則題刻入選《第一批古代名碑名刻文物名錄》。2025年，白鹤梁题刻被国家档案局收录入第六批《中国档案文献遗产名录》。

## 图片
| - 刻有「白鶴梁題刻」的全國重點文物保護單位標誌 - 透过圆形玻璃观看石刻 - 北宋熙宁元年徐庄等题刻（篆書，在圖中央偏上） - 元代蒙文题刻（八思巴字母，在圖中央偏右上的方框中） |